# Holdorf
Holdorf är en kommun i distriktet Vechta, i förbundslandet Niedersachsen, Tyskland. Kommunen ligger efter motorvägen A1.